# 多明我会教堂和修道院

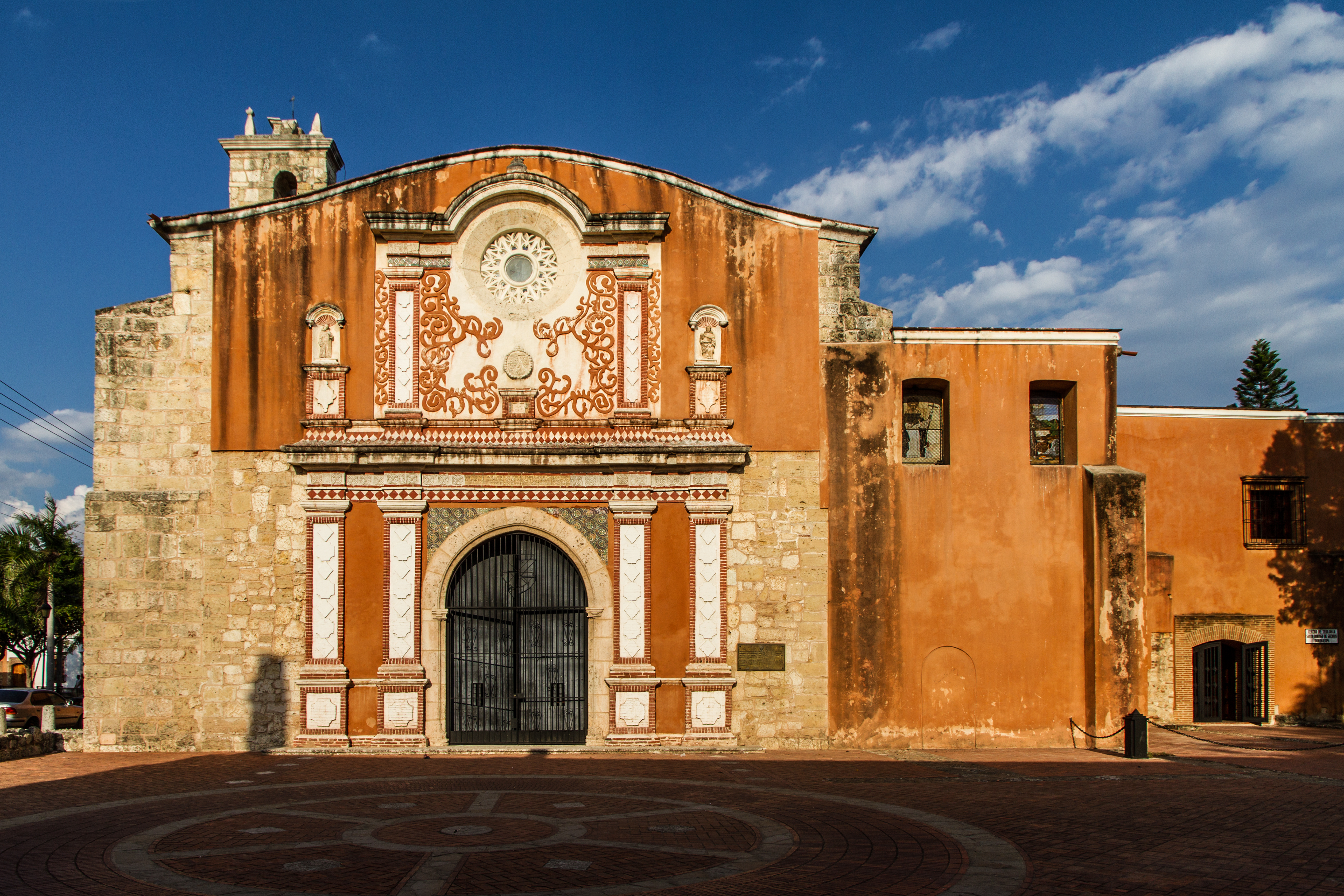

多明我会教堂和修道院（Iglesia y Convento de los Dominicos）位于多米尼加共和国圣多明各殖民城的Calle Padre Billini，是美洲仍在使用的最古老的天主教建筑，并曾是美洲第一所大学的总部，现在是世界遗产的一部分。

## 历史

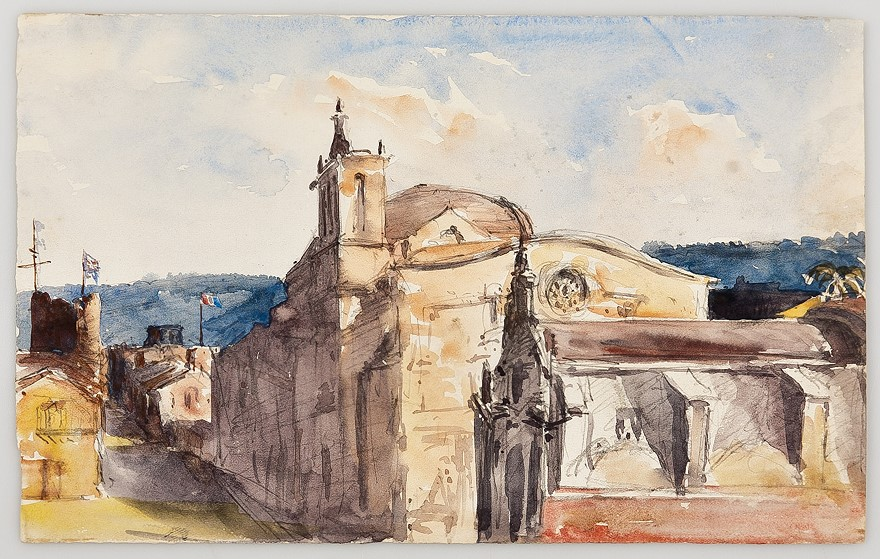

多明我会教堂和修道院是美洲最古老的欧洲建筑之一。它的建造始于1510年左右多明我会进入圣多明各。到1517年，修士们住进了修道院，尽管尚未完工。在1531-1532年间，卡莫纳建筑师安东和阿隆索•古铁雷斯完成了这座教堂，举行正式开幕典礼时，出席的修士包括佩德罗•德科尔多瓦（Pedro de Córdoba）、雷金纳尔多•德蒙特西诺（Reginaldo de Montesino）、巴托洛梅·德拉斯·卡萨斯 和安东尼奥·德蒙特西诺斯（Antonio de Montesinos）， 。后者在1511年发表著名的“降临节布道”（Sermón de Adviento），批评迭戈·哥伦布政府虐待土著人, 从而开始了所谓的“人民权利”（Derecho de Gentes）, 这成为16世纪的主要争议之一，因此产生了新世界的第一个争议。

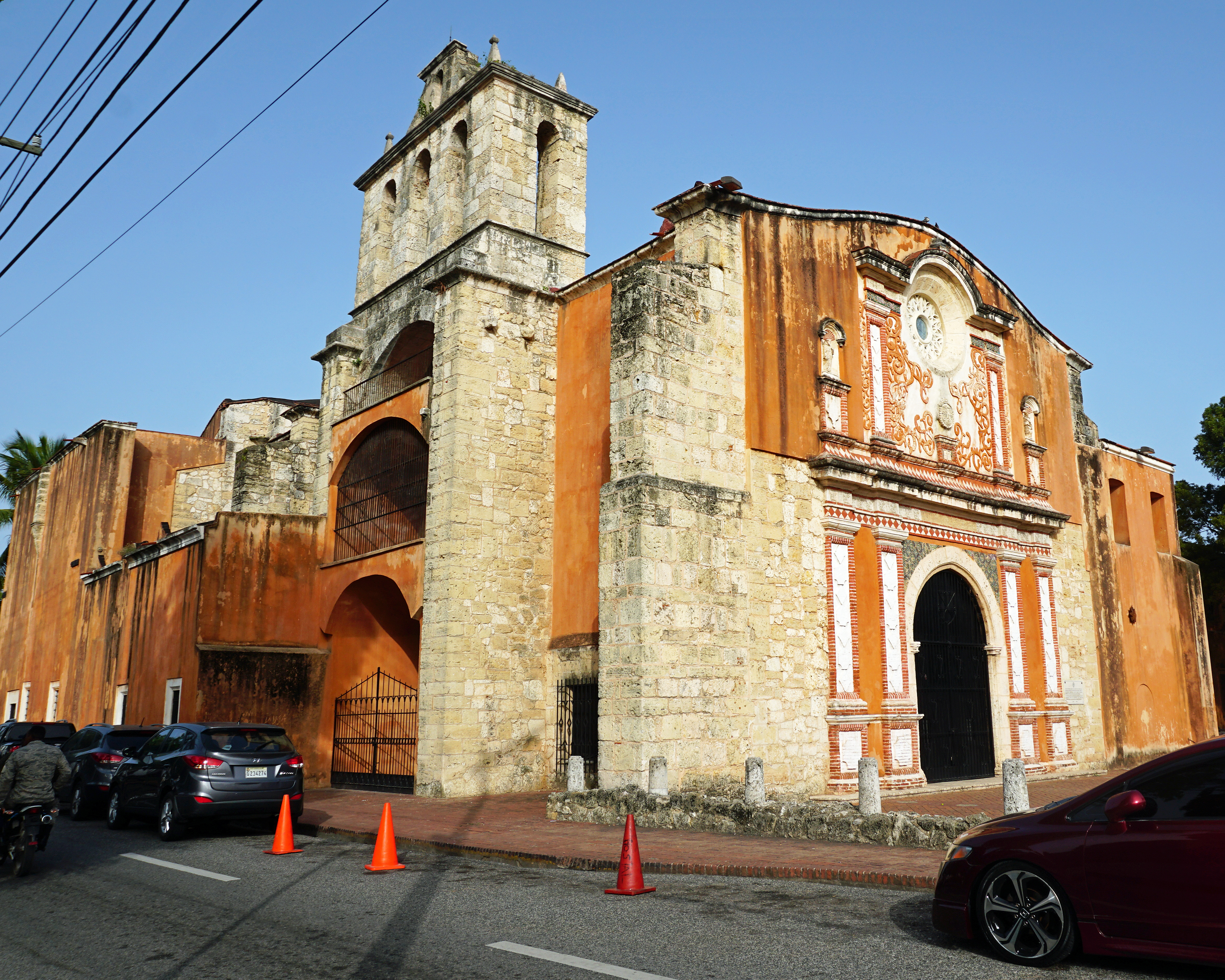

1534年，修道院开始上课，1538年成为美洲第一所大学圣托马斯阿奎那大学（Universidad Santo Tomás de Aquino），今天称为圣多明各自治大学。该大学得到了保禄三世 的祝福，也具有萨拉曼卡大学的特点。
这所大学的主要特色之一是神学，从中产生了当时殖民生活中的重要人物。这所大学培养了来自安的列斯和大陆的伟大人物。在15世纪40年代，教会在学习、大学教育和培训领域达到了顶峰。
教堂和修道院有美丽辉煌的立面，为哥特式、伊莎贝拉哥特式和巴洛克建筑风格，这些建筑风格在当时不仅在该国，而且在整个美洲，都占据主导地位。在这座建筑里有珍贵的圣像和雕像，是塞维利亚的豪尔赫和阿杰霍•费尔南德斯兄弟的作品，在16世纪初，殖民时代最著名的西班牙画家之一胡安•马丁内斯•蒙塔涅斯（Juan Martínez Mountaines）创作了五幅祭坛画。

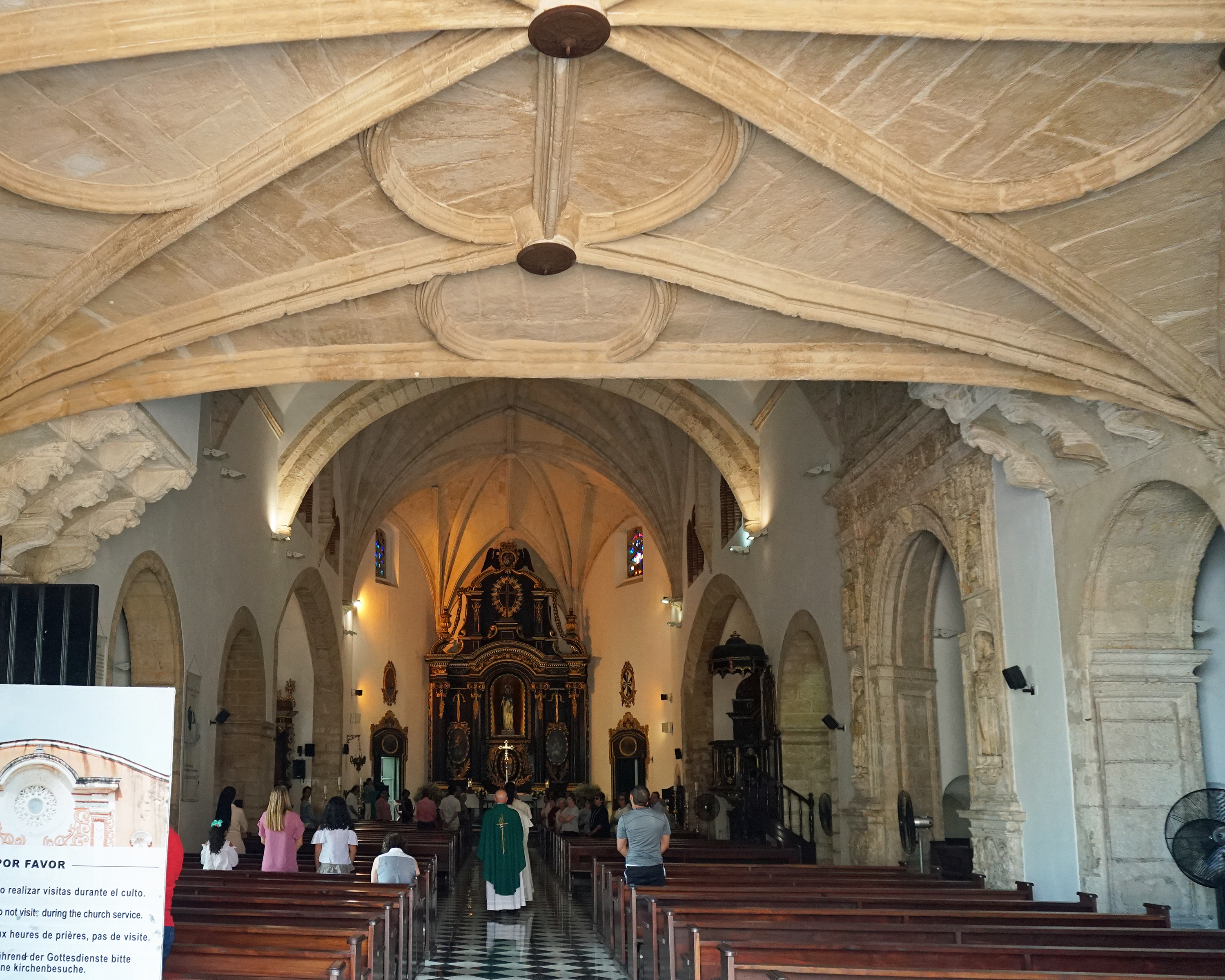

多年来，直至今日，教会的建筑发生了重大变化和严重破坏，其中之一是1545年飓风， 而在海盗法蘭西斯·德瑞克过境期间，这是唯一没有遭受任何破坏的建筑。1684年和1673年，该岛分别发生了两次地震，严重袭击了该岛，摧毁了其屋顶和一些房间。 1746年，这座建筑再次被修复，每一个立面都有不同的结构，从而形成了巴洛克风格。1825年，海地政府关闭了这座教堂，后来这里进驻过好几个修会，1954年多明我会返回该国，收回他们的老房子。
教堂内有玫瑰圣母小堂，建于1649年，玫瑰圣母是多米尼加的主保圣人，受到尊敬。
在东边的墙上，高耸着岛上唯一的一座坟墓，是对伊莎贝拉哥特式风格的进一步呼应。
在1746年改建时，新主人坎普扎诺•波兰科家族重建小堂，用现有的桶形拱顶，取代中殿的木质框架。小堂的拱顶装饰着围绕着太阳的黃道十二宮，因此也被称为“黃道十二宮小堂”。拱顶里还有奧林匹斯十二主神，代表四季。这座小堂在美洲是独一无二的，是目前世界上仅有的三个黃道十二宮拱顶之一，另外两个在萨拉曼卡和里奥塞科（Río Seco）。

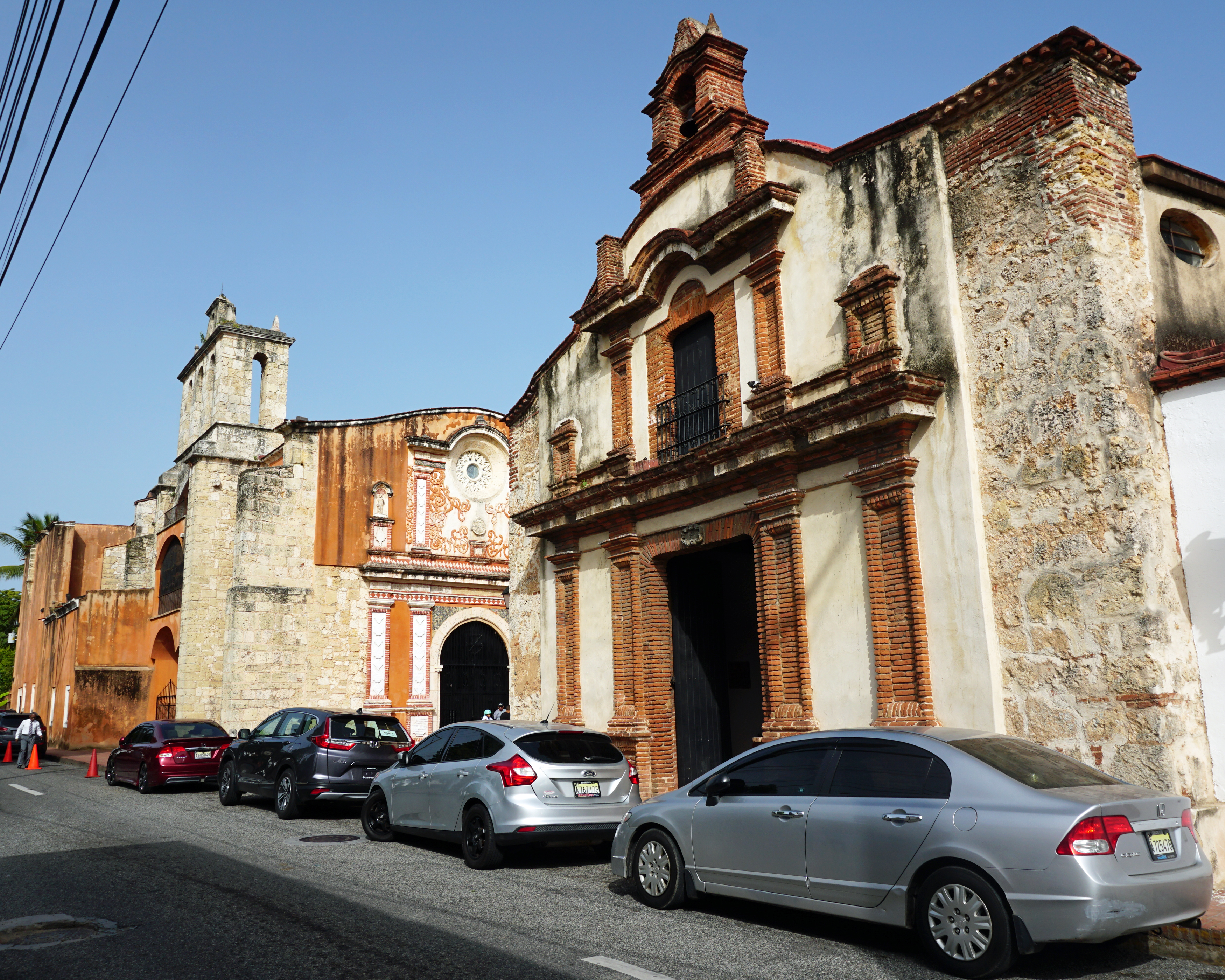
多明我会修道院（左）和多明我第三会小堂（Chapel of la Tercera Orden Dominica）（右）

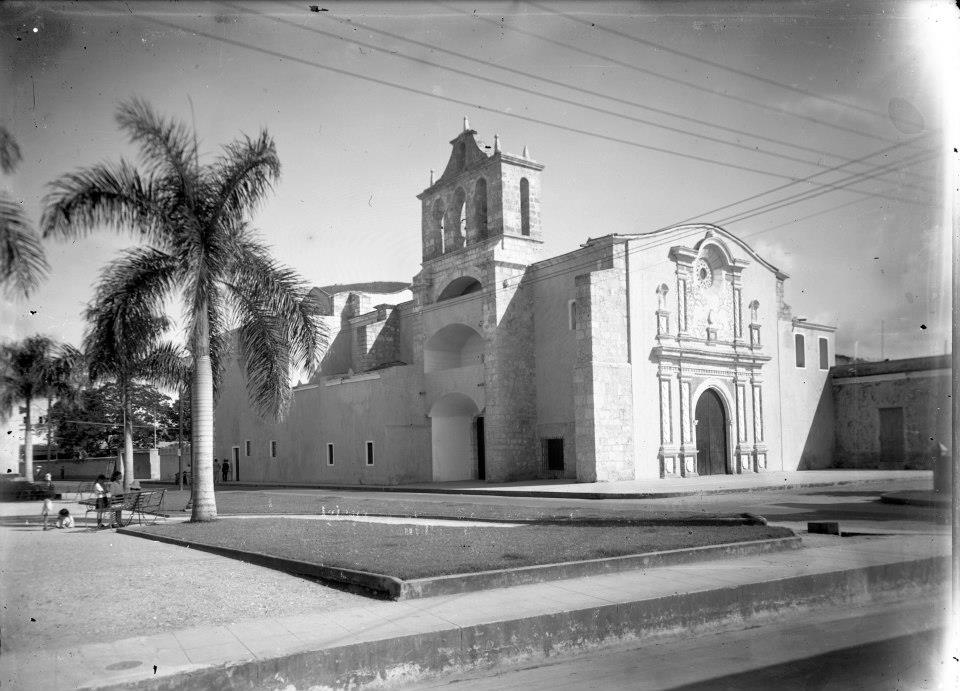
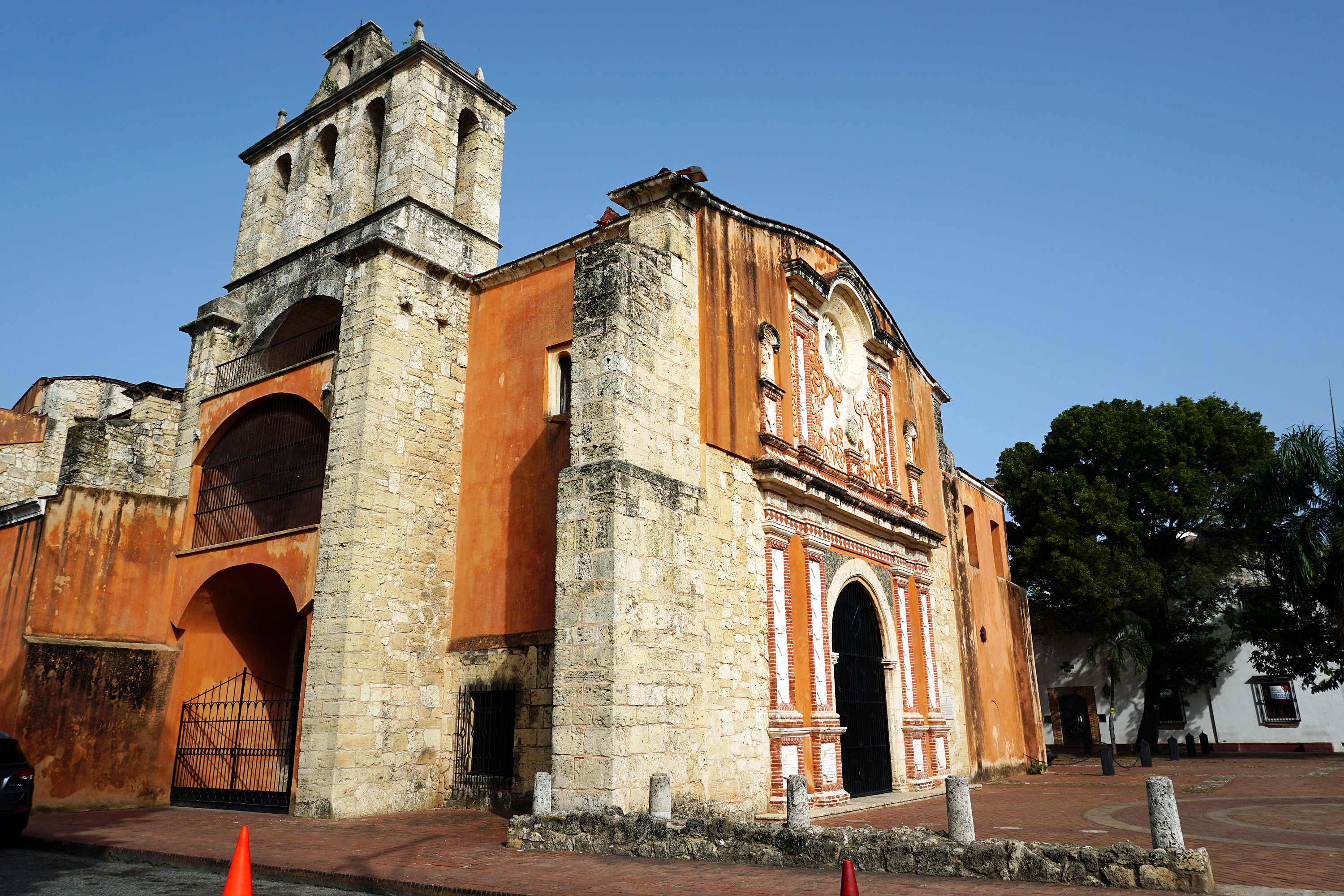
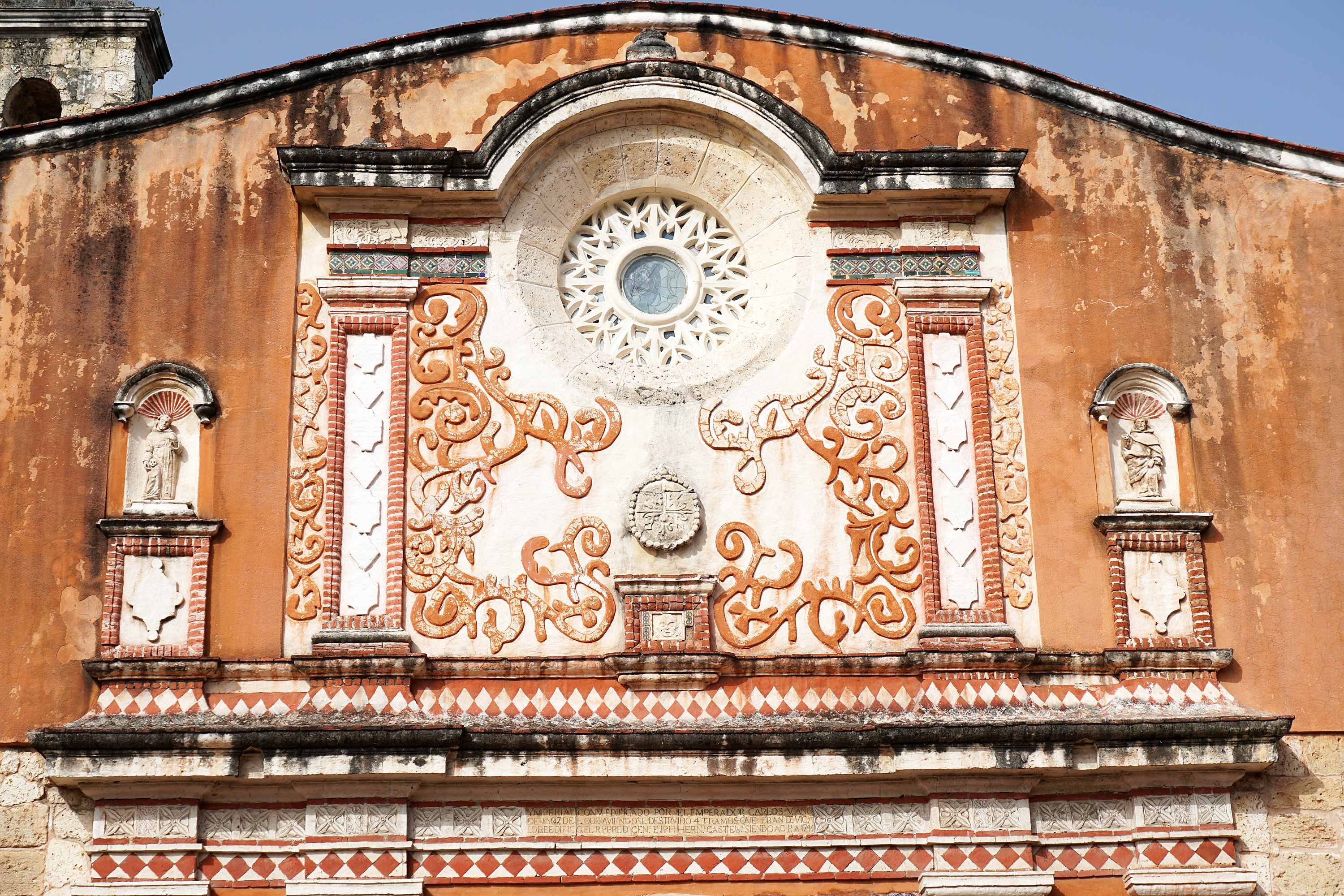
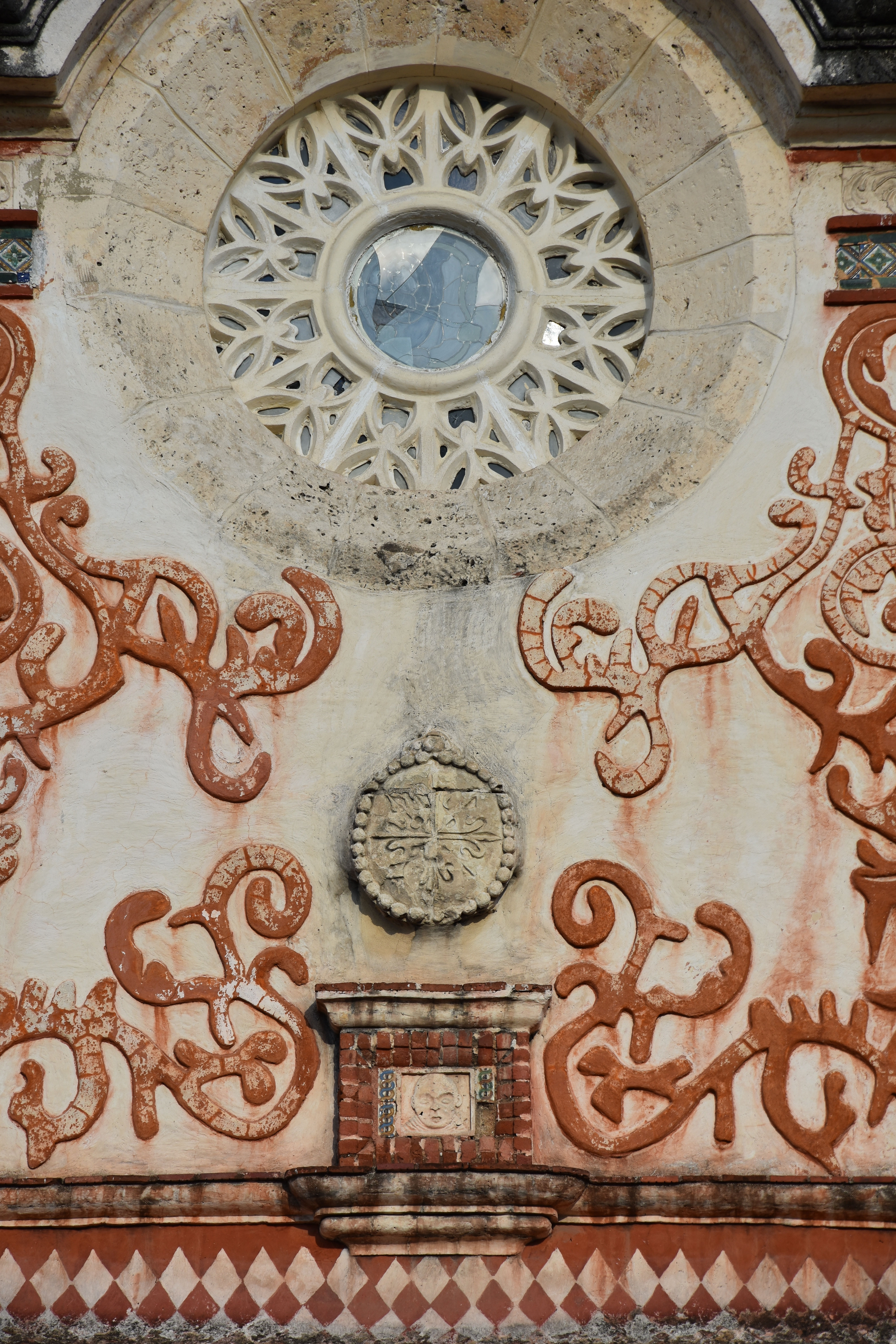
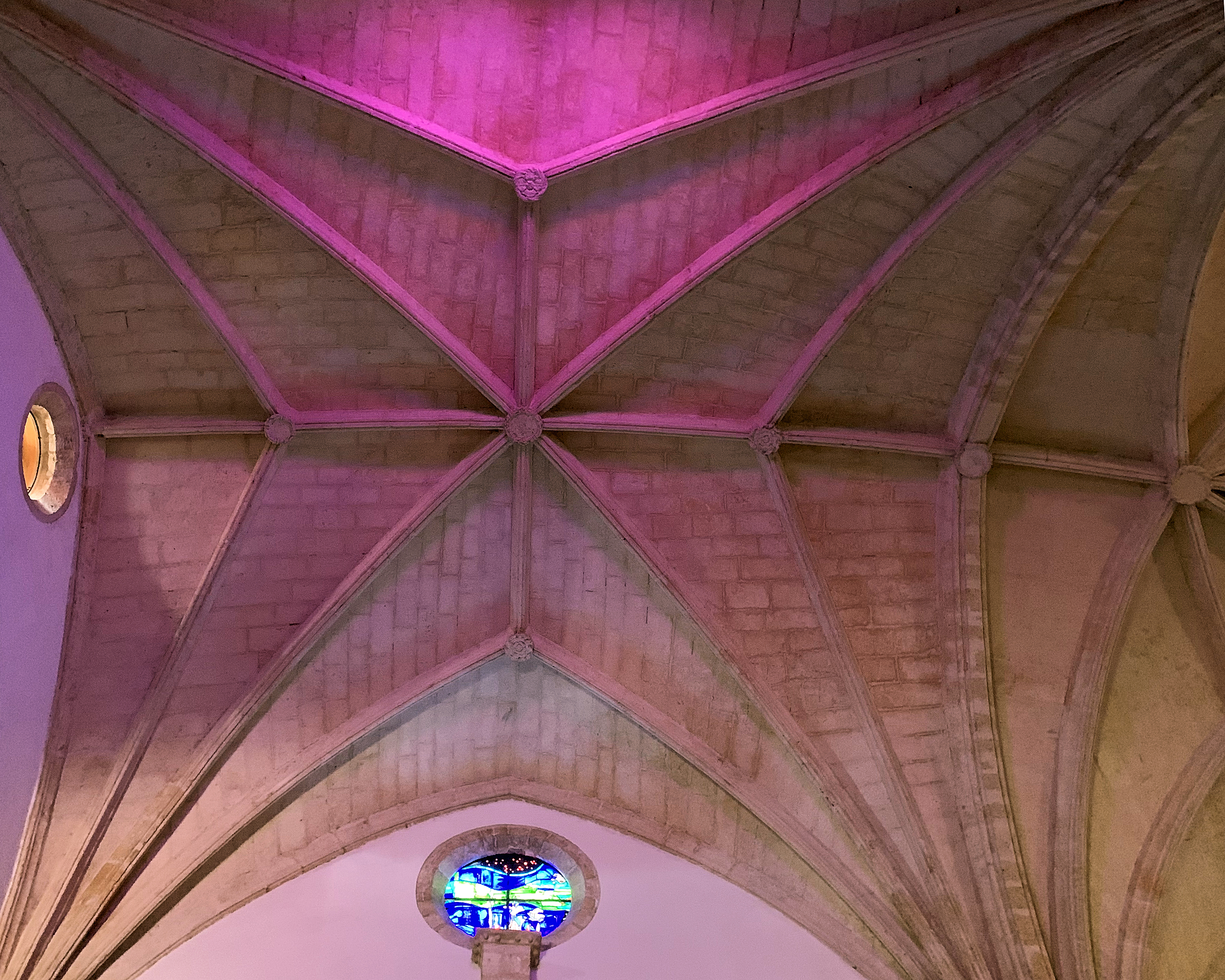
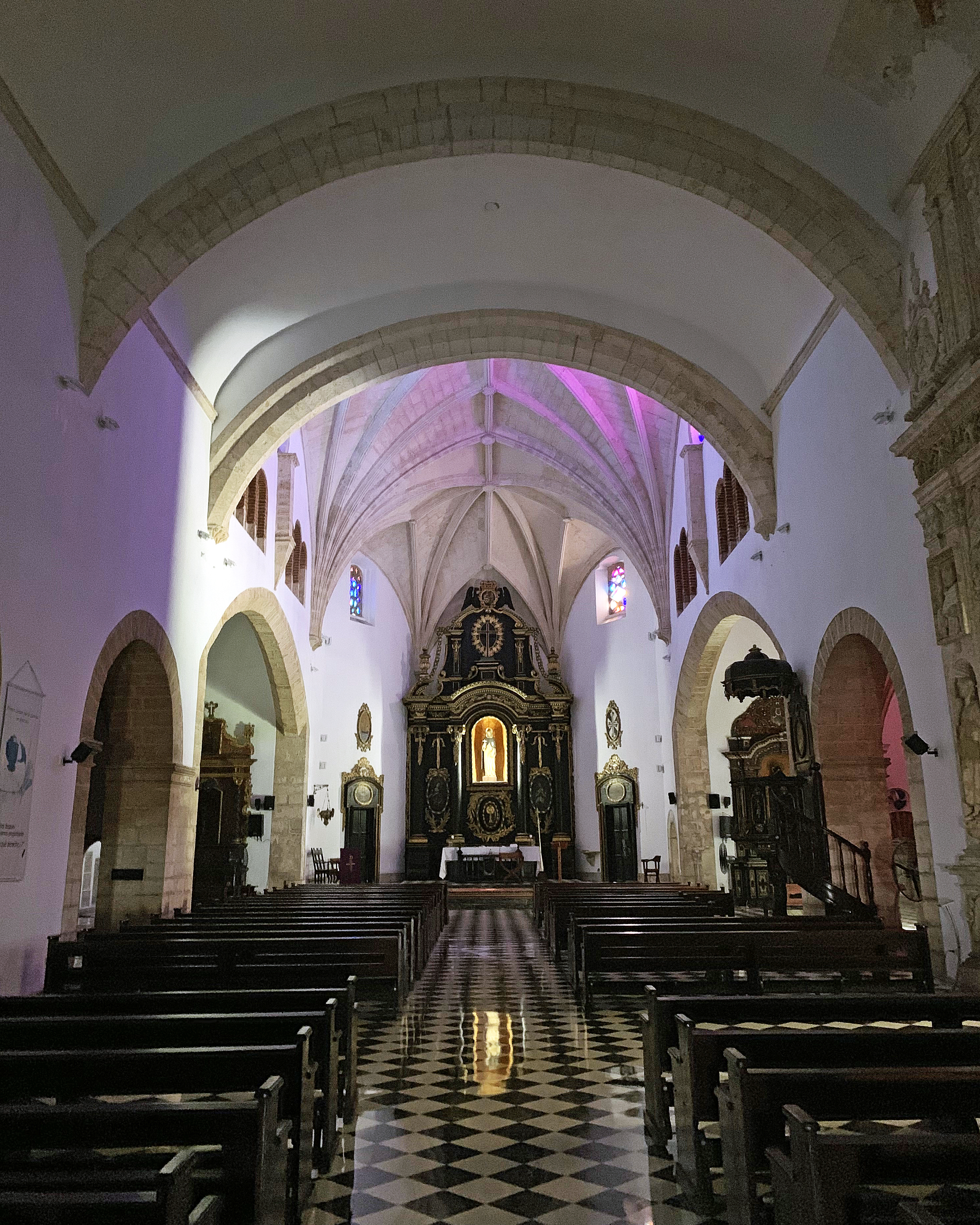
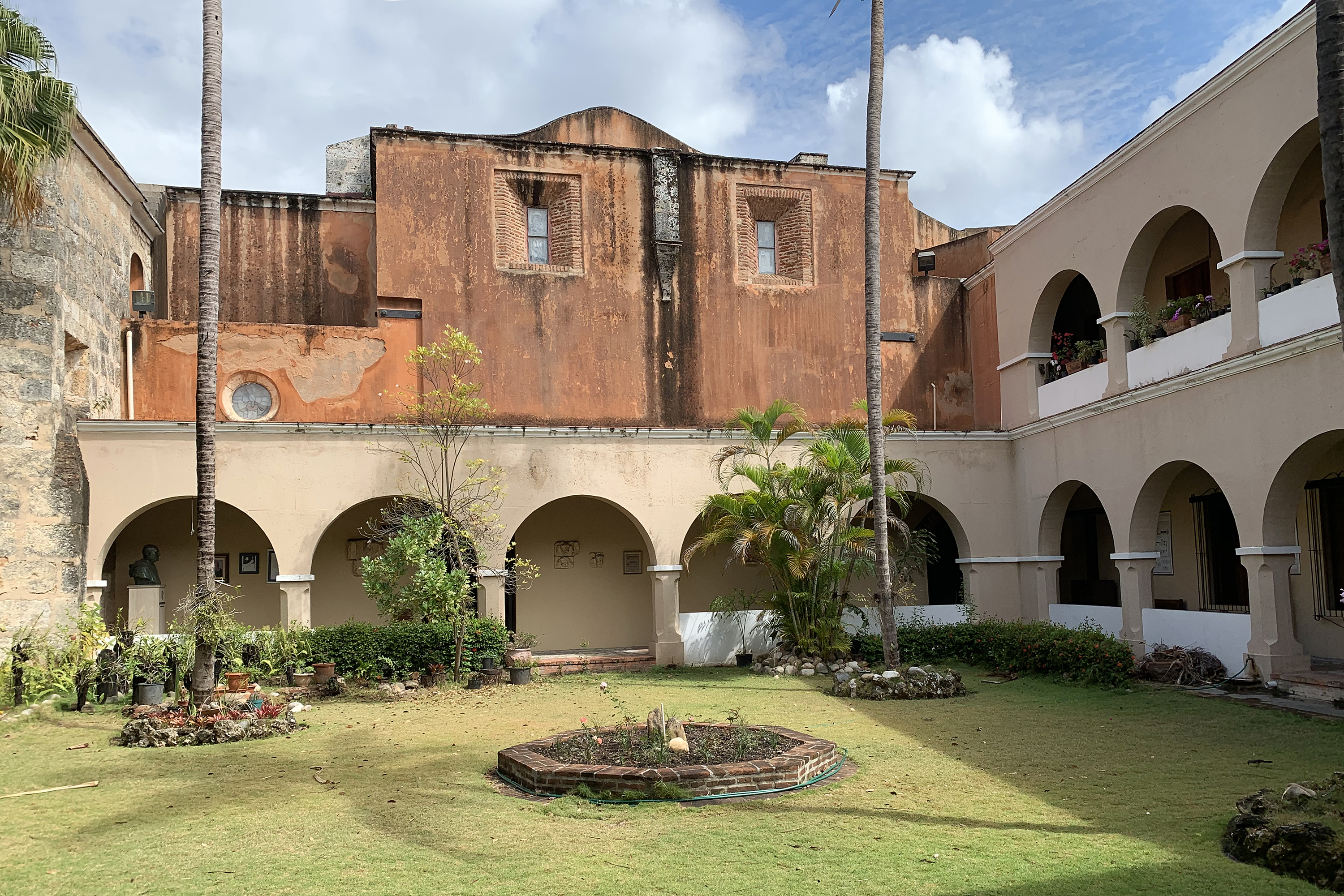
Cloister
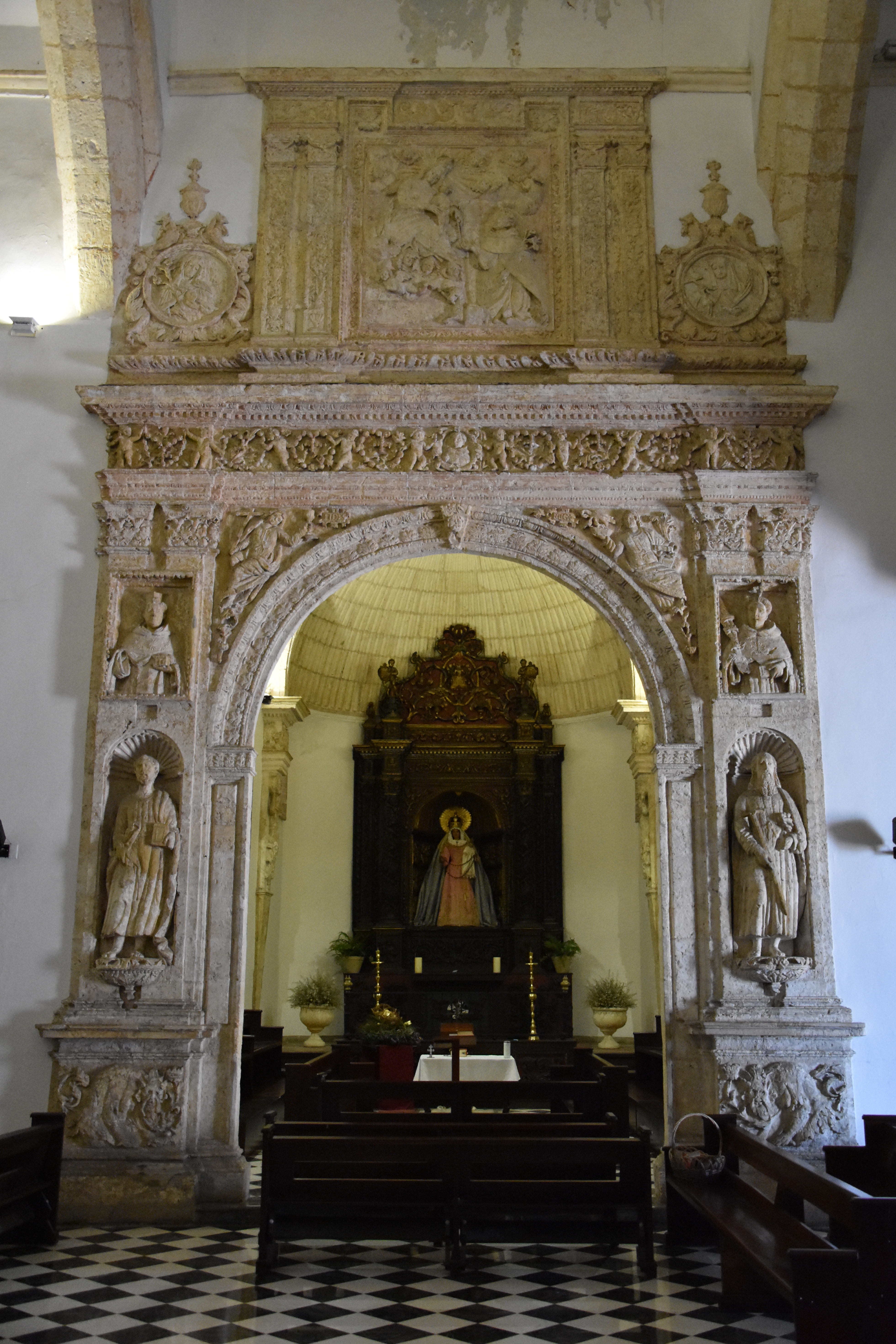
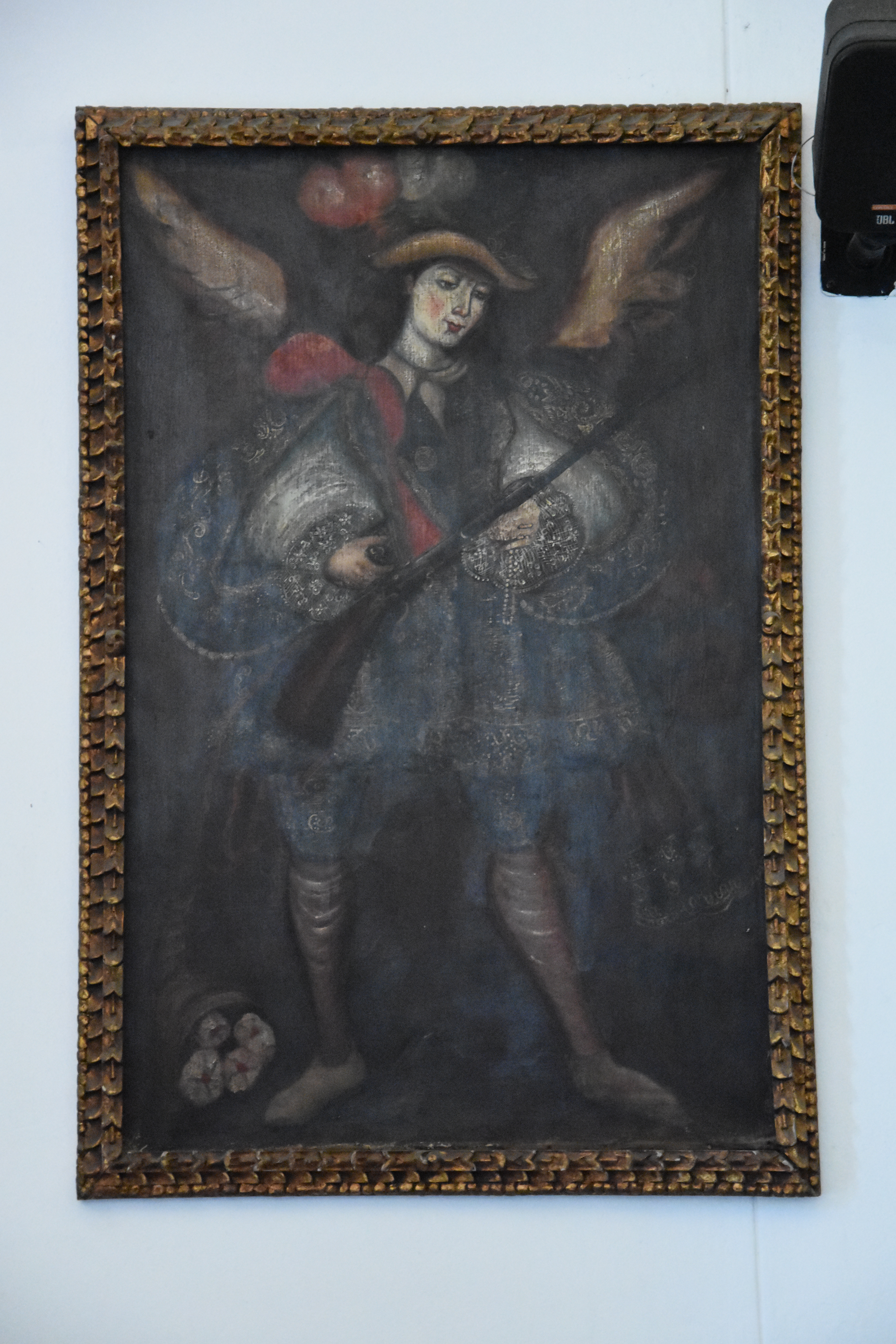
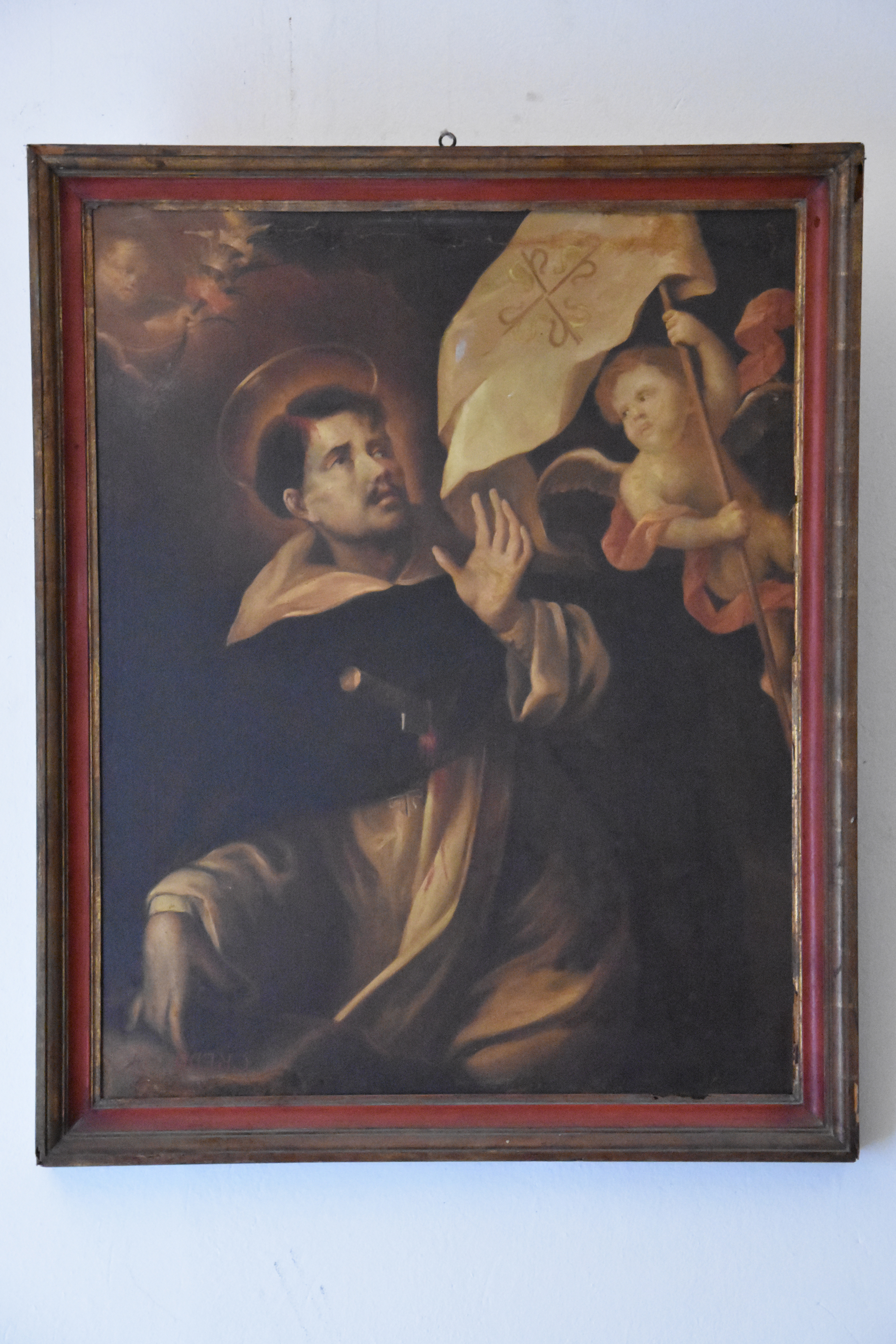
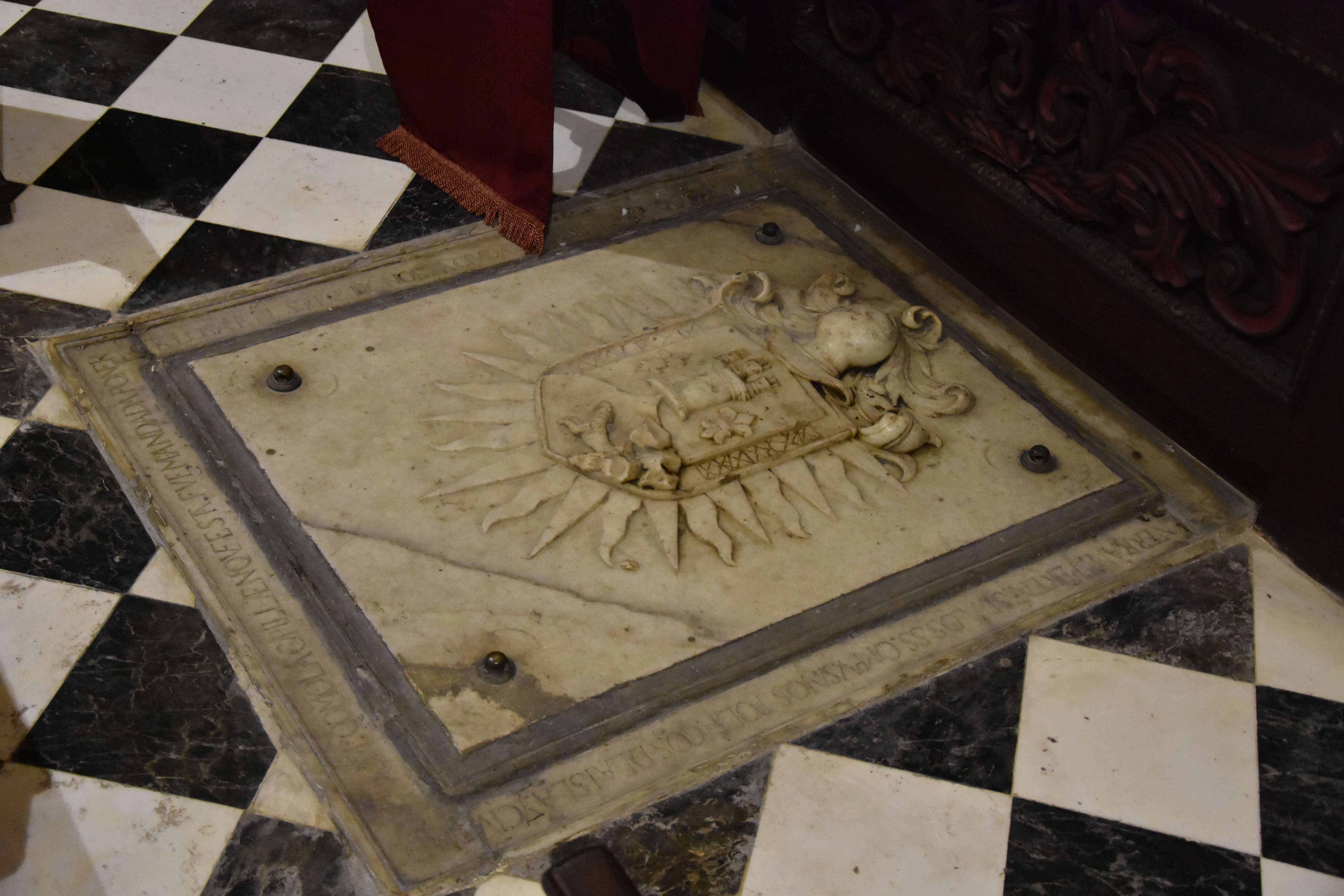
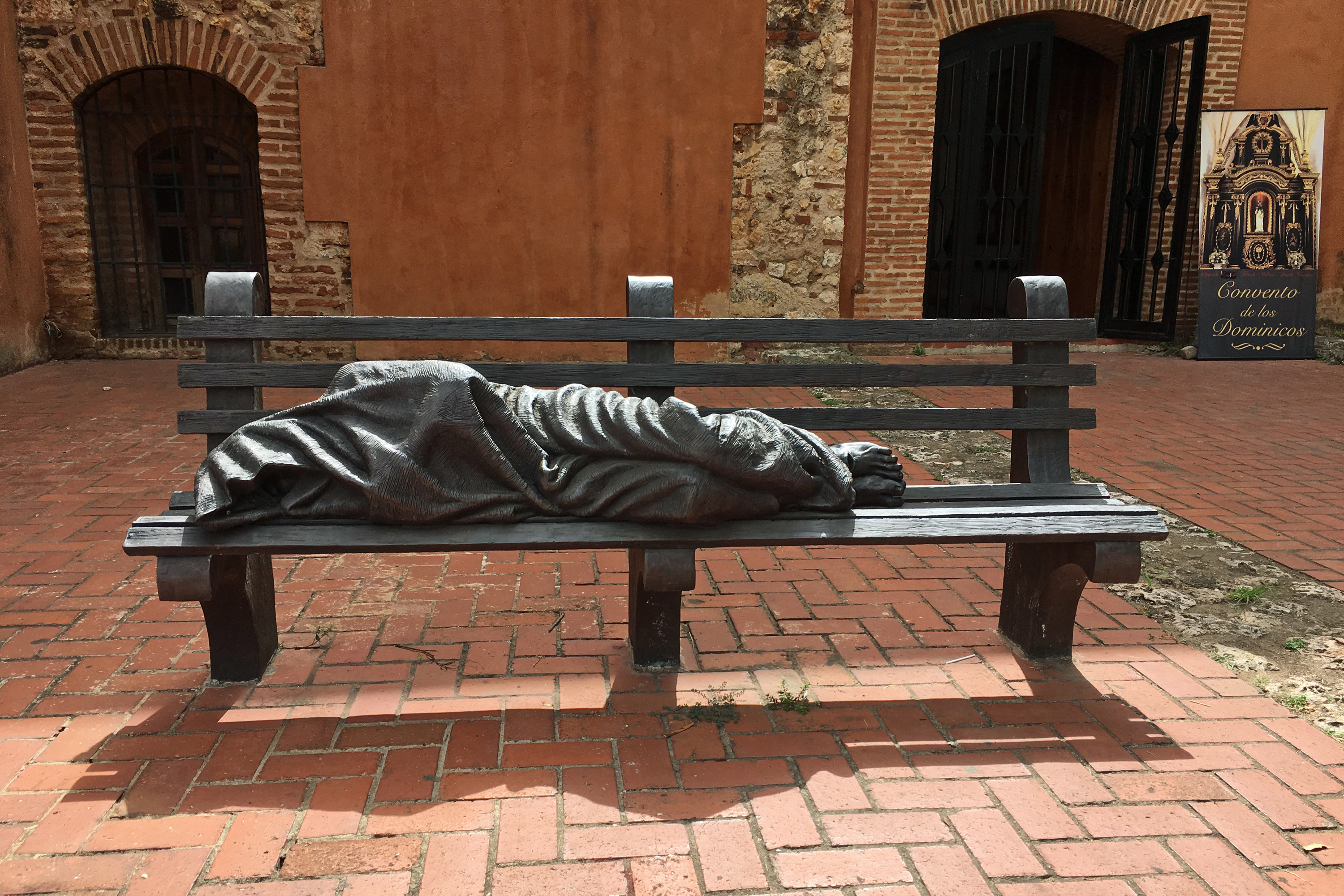